# 4295 Wisse
4295 Wisse è un asteroide della fascia principale. Scoperto nel 1960, presenta un'orbita caratterizzata da un semiasse maggiore pari a 2,4500216 au e da un'eccentricità di 0,1570792, inclinata di 2,33393° rispetto all'eclittica.
L'asteroide è dedicato all'astronoma olandese Marijke Wisse-Schouten.